# Manhunt Poland
Manhunt Poland – krajowy konkurs piękności dla mężczyzn rozgrywany od 2010 roku, którego celem jest wybranie polskiego delegata na najstarszy międzynarodowy męski konkurs piękności Manhunt International. 

## Regulamin Manhunt Poland
Regulamin konkursu Manhunt Poland wiąże się ściśle z zaleceniami organizatorów konkursu Manhunt International, na który delegowani są wybierani przez portal „Z archiwum Miss” polscy reprezentanci. Kandydaci do tytułu Manhunt Poland muszą być w wieku 18–35 lat, mieć polskie obywatelstwo, wzrost od 180 do 195 cm i znać język angielski. Udział w inicjatywie mogą brać kawalerowie lub żonaci, ale bezdzietni mężczyźni. Wybór odbywa się przede wszystkim wśród modeli amatorów i początkujących modeli zawodowych. Zwycięzca otrzymuje szal Manhunt Poland wykonany przez Uniwersytet Trzeciego Wieku przy Uniwersytecie Mikołaja Kopernika w Toruniu i prawo reprezentowania Polski na międzynarodowym męskim konkursie piękności Manhunt International. 

## Historia

### Początki konkursu
Po raz pierwszy polskiego delegata na rozgrywany od 1993 konkurs Manhunt International wysłano w 1997. Polskę reprezentował wówczas Mister Poland 1996 Kamil Karasek z Kłodzka. W kolejnych latach zaprzestano jednak wysyłania Polaków na te wybory, delegując ich głównie na finały Mister World i Mister International. W 2002 na gali Manhunt International pojawił się jako reprezentant Polski Janusz Mojsiewicz, mieszkający w Grecji model, pochodzący z Cieszyna. Delegowaniem kandydata zajęła się organizatorka Mister Manhunt Greece, a strój narodowy ułana przygotował dla niego Klub Polskich Miłośników Grecji w Atenach. Regularny udział Polaków w konkursie Manhunt International zaczął się od 2010, kiedy prawo delegowania polskich uczestników otrzymała redakcja polskiego portalu „Z archiwum Miss”, którego założycielem jest Jarosław Załęgowski.

### Delegaci Z archiwum Miss
Pierwszym wybranym przez portal „Z archiwum Miss” Manhuntem został w kwietniu 2010 Mariusz Dobosz z Lublina, absolwent wydziału zarządzania i marketingu na Katolickim Uniwersytecie Lubelskim, który w 2008 zajął drugie miejsce w konkursie Mister Polski. Na gali finałowej Manhunt International 2010 w Chinag Kai-Shek Memorial Hall w Taizhong 20 listopada 2010 wystąpił w chłopskim stroju kurpiowskim. Rok później dokonano wyboru modela Błażeja Stankiewicza z Gdańska, który reprezentował Polskę na gali Manhunt International 2011 w Imperial Palace Hotel w Seulu. Jego strój narodowy wykonany przez Krzysztofa Buławę z Torunia nawiązywał do piastowskich wojowników. Tytuł Manhunt Poland 2012 przypadł z kolei w udziale Michałowi Danilewiczowi z Białej Podlaskiej, studentowi Akademii Wychowania Fizycznego w Warszawie. Ze względu na organizowane w tym samym roku w Polsce mistrzostwa Europy w piłce nożnej, jego strojem narodowym był strój kibica Euro 2012. Gala finałowa odbyła się 9 listopada 2012 w Scala Theatre w Bangkoku.
W 2013 i 2014 wybrano polskich delegatów na Manhunt International – byli nimi kolejno Daniel Stróżyk z Kielc i Kamil Zatorski z Radomska, jednak nie mieli oni okazji zaprezentować się na konkursie międzynarodowym, którego organizacji zaprzestano na trzy lata. Dopiero w 2016 ponownie zorganizowano konkurs Manhunt International, a redakcja „Z archiwum Miss” wybrała jako polskiego delegata Mateusza Petromichelisa z Sosnowca, studenta wydziału politologii na Uniwersytecie Marii Curie-Skłodowskiej w Lublinie. Na gali finałowej Manhunt International w Grand Theatre w Shenzhen 29 października 2016 wystąpił on w stroju narodowym szlachcica. W marcu 2017 ogłoszono, że Manhuntem Poland 2017 został Piotr Żyjewski z Różańska, absolwent Akademii Sztuki w Szczecinie na kierunku edukacja artystyczna w zakresie sztuki muzycznej, specjalność dyrygentura i edukacja muzyczna. 27 listopada 2017 na gali finałowej Manhunt International 2017 w Siam Pavalai Royal Grand Theatre w Bangkoku wystąpił w stroju inspirowanym ubiorem króla Jana III Sobieskiego. Jako jedyny Europejczyk w tej edycji i pierwszy Polak w historii konkursu znalazł się w Top 15, zajmując ostatecznie jedenaste miejsce. 22 kwietnia 2018 oficjalnie ogłoszono, że Manhuntem Poland 2018 został Patryk Tomaszewski z Lublina. Finał konkursu Manhunt International 2018 odbył się 2 grudnia 2018 w sali balowej hotelu Q1 Resort & Spa w Gold Coast w Australii. Na konkursie reprezentant Polski zaprezenował się w lubelskim stroju ludowym, wypożyczonym od Zespołu Pieśni i Tańca im. Wandy Kaniorowej w Lublinie. Trafił do półfinału i znalazł się w TOP 15 uczestników wyborów.

## Działalność dobroczynna
Finaliści i laureaci konkursu Manhunt Poland kilkakrotnie angażowali się w działania na rzecz społeczności osób niesłyszących. W październiku 2013 Manhunt Poland 2012 Michał Danilewicz jako pierwsza słysząca osoba w historii konkursu znalazł się w jury wyborów Miss Deaf Poland. We wrześniu 2014 Michał Danilewicz, Kamil Zatorski, Mateusz Petromichelis i Konrad Pondo wzięli udział w kampanii społecznej „Porozmawiaj ze mną”, mającej na celu przełamanie stereotypów na temat osób głuchych. W spocie promującym kampanię pojawili się też muzyk Andrzej Piaseczny oraz dziennikarze Łukasz Nowicki i Marcin Cejrowski.

## Zwycięzcy konkursu
| Rok  | Imię i nazwisko       | Z                 | Dane                              |
| ---- | --------------------- | ----------------- | --------------------------------- |
| 2010 | Mariusz Dobosz        | Lublin            | 30 l. 184 cm, Manhunt Poland 2010 |
| 2011 | Błażej Stankiewicz    | Gdańsk            | 22 l. 190 cm, Manhunt Poland 2011 |
| 2012 | Michał Danilewicz     | Biała Podlaska    | 23 l. 188 cm, Manhunt Poland 2012 |
| 2013 | Daniel Stróżyk        | Kielce            | 21 l. 182 cm, Manhunt Poland 2013 |
| 2014 | Kamil Zatorski        | Radomsko          | 19 l. 190 cm, Manhunt Poland 2014 |
| 2016 | Mateusz Petromichelis | Sosnowiec         | 25 l. 184 cm, Manhunt Poland 2016 |
| 2017 | Piotr Żyjewski        | Różańsko          | 26 l. 186 cm, Manhunt Poland 2017 |
| 2018 | Patryk Tomaszewski    | Lublin            | 26 l. 186 cm, Manhunt Poland 2018 |
| 2019 | Adrian Michałowski    | Zgorzelec         | 22 l. 190 cm, Manhunt Poland 2019 |
| 2020 | Marcin Brzozowski     | Toruń             | 29 l. 183 cm, Manhunt Poland 2020 |
| 2022 | Marcin Niedzielski    | Ostrów Mazowiecka | 25 l. 182 cm, Manhunt Poland 2022 |

Sukcesy reprezentantów Polski na konkursie Manhunt International
| Nr. | Imię i Nazwisko    | Rok i kraj     | Wynik                 |
| --- | ------------------ | -------------- | --------------------- |
| 1   | Piotr Żyjewski     | 2017 Tajlandia | półfinalista (Top 15) |
| 2   | Patryk Tomaszewski | 2018 Australia | półfinalista (Top 15) |
| 3   | Adrian Michałowski | 2019 Filipiny  | półfinalista (Top 16) |
| 4   |                    |                |                       |